# Игнатьев, Ардалион Дмитриевич
Ардалион Дмитриевич Игнатьев (1798—1851) — генерал-лейтенант, командир лейб-гвардии Измайловского полка.

## Биография
Родился 13 февраля 1798 года и происходил из старинного дворянского рода Игнатьевых, сын контр-адмирала Дмитрия Александровича Игнатьева.
В военную службу вступил корнетом в гвардейскую кавалерию, в 1818 году произведён в первый офицерский чин. В 1828—1829 годах Игнатьев находился на Дунайском театре военных действий против турок, в 1831 году участвовал в подавлении восстания в Польше.
В 1830-х годах служил в гвардейской пехоте, в 1832 году получил чин полковника, 6 декабря 1840 года был произведён в генерал-майоры и командовал 1-й бригадой 17-й пехотной дивизии. 4 декабря 1843 года он за беспорочную выслугу 25 лет в офицерских чинах был награждён орденом Святого Георгия 4-й степени (№ 6919 по кавалерскому списку Григоровича — Степанова).
3 ноября 1847 года Игнатьев был назначен командиром 2-й гвардейской пехотной бригады и лейб-гвардии Измайловского полка, 17 апреля 1849 года произведён в генерал-лейтенанты, с оставлением в той же должности, и 6 декабря того же года назначен начальником 3-й пехотной дивизии.
Скончался 13 апреля 1851 года и был похоронен в погосте Горышино Осташковского уезда Тверской губернии.

## Награды
За свою службу Игнатьев был награждён рядом орденов, в их числе:
- Орден Святого Станислава 2-й степени (1832 год)
- Орден Святой Анны 2-й степени (1841 год)
- Орден Святого Владимира 3-й степени (1843 год)
- Орден Святого Георгия 4-й степени (4 декабря 1843 года)
- Орден Святого Владимира 2-й степени (11 июня 1850 года)